# Glypta australis
Glypta australis là một loài tò vò trong họ Ichneumonidae.